# Mieczysławów (Konin)
Mieczysławów – najbardziej na północ wysunięta dzielnica Konina. Składa się z dwóch małych, oddalonych nieco od siebie osiedli: Janowa i Beniowa, które łącznie zamieszkuje 263 osoby.